# Романюк, Денис Михайлович
Денис Михайлович Романюк (бел. Дзяніс Міхайлавіч Раманюк, 18 марта 1970, Минск) — белорусский издатель, фотограф, дизайнер и этнограф.
Сын известного белорусского этнографа Михася Романюка.

## Биография
В 1988 г. окончил Республиканскую школу-интернат по музыке и изобразительному искусству имени А. Ахремчика. В 1988—1992 гг. студент Белорусского театрально-художественного института (ныне Белорусская академия искусств), откуда был отчислен за профессиональную непригодность. В 1992 г. поступил в Вильнюсскую художественную академию, которую окончил в 1995 г.
В 1995—1999 гг. преподаватель Белорусского университета культуры. Член Белорусского союза художников и творческого объединения «Фотоискусство». В период с 1993 по 2006 г. работал над фотопортретом старого города Вильнюса. С 1997 г. продолжает дело своего отца, профессора Михася Романюка, по изучению народной культуры и этнографии белорусов. Организовывает десятки экспедиций по территории всей Беларуси.
Одной из приоритетных тем исследований Дениса Романюка стала зона, пострадавшая от аварии на Чернобыльской АЭС. Результатом этих исследований стало издание к 20-летию аварии художественно-публицистического альбома «Чернобыль», который получил несколько высших наград на международных и республиканских конкурсах и был переиздан в 2016 году.
Статьи Романюка по белорусской этнографии и народному искусству, а также фотографии, запечатлевшие красоту белорусского пейзажа, публикуются в книгах, журналах, газетах и календарях. Фотографии, материалы и находки, собранные Д. Романюком, демонстрируются и обсуждаются на выставках, в теле- и радиопрограммах как в Беларуси, так и за рубежом.
Тема творчества Дениса Романюка — Беларусь, красота её природы, культуры, искусства и образа человека. Работает над подготовкой издания творческого наследия своего отца Михася Романюка.

## Творчество

### Книги
Денис Раманюк составил и издал следующие книги:
- «Беларусь» (2002, 2003, 2006, 2008, 2010, 2013, 2019) ISBN 978-985-90301-3-0 (на английском и руском языках), ISBN 978-985-90301-4-7 (на белорусском и немецком языках);
- фотоальбом «Беларусь» (2003, 2019) ISBN 978-985-90398-3-6;
- «Чарнобыль» (2006, 2016) ISBN 9955-437-21-9;
- «Мой путь Беларусь» (2008, 2010, 2013, 2019) ISBN 978-985-6700-75-3 (на белорусском, английском, немецком, русском языках), ISBN 978-985-6919-14-8 (на арабском, белорусском, английском, русском языках);
- «Беларусь синеокая» (2012, 2019) ISBN 978-985-90301-2-3 (кн. 1) ISBN 978-985-90301-1-6[1];
- «Беларусь. Маленькая книга пра большую страну» (2013, 2018) ISBN 978-985-90301-5-4 (на английском и русском языках), ISBN 978-985-90301-6-1 (на белорусском и немецком языках);
- «Беларусь» (на китайском языке) (2018) ISBN 978-985-90398-2-9;
- «Беларусь. Храм і краявід» (2019) ISBN 978-985-90398-6-7[2].

Также Денис Раманюк составил, подготовил к печати и издал книги других авторов:
- Михась Раманюк «Беларускія народныя крыжы» (2000) ISBN 9955-437-08-1;
- Михась Раманюк «Беларускія народныя строі» (2003,2014) ISBN 9955-437-16-2;
- Игорь Бархатков «Игорь Бархатков» (2003) ISBN 9955-437-18-9;
- Алена Мікульчык, Андрэй Шчукін «Смак беларускай кухні» (2019) ISBN 978-985-90398-7-4.

### Выставочная деятельность
Денис Романюк — участник более 50 выставок фотографии и графики, среди которых — персональные: в Бундестаге (Берлин), в мэрии Вильнюса, Кембриджском и Оксфордском университетах, Национальном художественном музее Республики Беларусь, Музее современного изобразительного искусства в Минске, Национальном историческом музее Республики Беларусь, Витебском художественном музее, Брестском художественном музее, Национальном историко-культурном музее-заповеднике «Несвиж», Фонде культуры Литвы, Национальной библиотеке города Таллина, — а также основные групповые: в ООН (Нью-Йорк), Национальной библиотеке Беларуси, Вильнюсской академии художеств, Государственной художественной галерее в Лодзи (Польша), Варшавском университете (Польша), Дворце искусств в Минске, в галереях «Arka» (Вильнюс), «Nova» (Минск)…

## Награды
- Гран-при LIX Национального конкурса «Искусство книги — 2020» и диплом имени Франциска Скорины — за издание альбома «Беларусь. Храм і краявід»;
- «Гран-при» III Международного конкурса «Искусство книги — 2006» (Москва) — за издание альбома «Чарнобыль»;
- «Золотой фолиант» победителя Национального конкурса «Искусство книги — 2008» в номинации «Лучший фотохудожник» — за фотографии для альбомов «Мой шлях Беларусь» и «Чарнобыль»;
- «Золотой фолиант» победителя Национального конкурса «Искусство книги — 2008» в номинации «Лучший фотоальбом» — за издание альбома «Мой шлях Беларусь»;
- «Золотой фолиант» победителя Национального конкурса «Искусство книги — 2007» в номинации «За воплощение новаторской идеи»;
- диплом III степени на V Международном конкурсе «Искусство книги — 2008» (Москва) в номинации «Моя страна»;
- три высшие награды на Белорусском республиканском конкурсе «Искусство книги — 2002» — за подготовку и издание монографии Михася Романюка «Беларускія народныя крыжы», а сам альбом назван «Книгой года»;
- бронзовая статуэтка Белорусской ассоциации книгоиздателей — «За лучшее воплощение белорусской тематики»;
- «Золотой фолиант» LIX Национального конкурса «Искусство книги — 2020» в тематической номинации «Фотовзгляд» — за издание альбома «Смак беларускай кухні»;
- диплом I степени на Белорусском республиканском конкурсе «Искусство книги — 2002» — за полиграфический дизайн;
- диплом I степени на Белорусском республиканском конкурсе «Искусство книги — 2004» — за подготовку и издание книги Михася Раманюка «Беларускія народныя строі»;
- диплом II степени на Московском международном конкурсе «Искусство книги — 2004» в номинации «Триумф» — за подготовку и издание альбома «Беларускія народныя строі»;
- диплом II степени на Белорусском республиканском конкурсе «Искусство книги — 2003» — за подготовку и издание альбома «Беларусь»;
- почетный знак Белорусского союза дизайнеров «Лучшее издание в области дизайна за 2003 год» — за подготовку и издание альбома «Беларускія народныя строі»;
- почетный знак Белорусского союза дизайнеров «Лучшее издание в области дизайна за 2006 год» — за подготовку и издание альбома «Чарнобыль»;
- II премия на Республиканской выставке-конкурсе «White Art Festival» (1995) — за графическое произведение «Планета „Растение Человек“»;
- II премия на Минском городском конкурсе плаката «Наша боль — Куропаты» (1990) — за плакат «Первые слова»;
- специа

льный диплом «За вклад в сохранение духовного наследия» на Белорусском республиканском конкурсе «Искусство книги — 2004».